# Portulacaceae
Famille
Classification APG III (2009)
La famille des Portulacaceae (Portulacées) regroupe des plantes dicotylédones ; elle comprend 500 espèces réparties en 19 à 21 genres.
L'origine du nom est à chercher du côté du latin porcacla, cette plante ayant été donnée, dès l'antiquité, aux porcs. Le médecin Oribase en fit le synonyme de porcillagine herba (l'un des noms vernaculaires de cette plante étant d'ailleurs porcelaine). Plus tard, le nom fut déformé, par métathèse, en portulaca.
- Le genre Portulacaria Jacq. appartient à la famille des Didiereaceae mais a été autrefois classé parmi les Portulacaceae.

Ce sont des plantes herbacées, pérennes ou annuelles, généralement velues et charnues, à feuilles simples entières, à fleurs solitaires ou en grappe, des régions tempérées à subtropicales surtout présentes en Amérique et Afrique australe.
Parmi les différents genres, on peut citer :
- Portulaca avec le pourpier (Portulaca oleracea) consommé comme salade ou utilisé comme ornementale.

## Étymologie
Le nom vient du genre type Portulaca, nom latin de la plante, qui pourrait avoir pour origine le mot portula, petite porte, en référence au fruit en capsule s’ouvrant comme un couvercle de boite. Une autre hypothèse serait de rapprocher le nom du genre à porcus, cette plante ayant servi à nourrir les porcs.

## Liste des genres
Selon Angiosperm Phylogeny Website (2 Sep 2010) et NCBI (2 Sep 2010) :
- genre Portulaca

Les autres genres précédemment considérés dans Portulacaceae sont considérés par Angiosperm Phylogeny Website (2 Sep 2010) et NCBI (2 Sep 2010) comme placés dans la famille Montiaceae lui-même passé dans le sous-ordre Portulacacineae.

Selon DELTA Angio (4 mai 2010) :
- genre Amphipetalum
- genre Anacampseros
- genre Baitaria
- genre Calandrinia
- genre Calyptridium
- genre Calyptrotheca
- genre Ceraria
- genre Cistanthe
- genre Claytonia
- genre Grahamia
- genre Lenzia
- genre Lewisia
- genre Montia
- genre Portulaca
- genre Rumicastrum
- genre Schreiteria
- genre Silvaea
- genre Talinella
- genre Talinopsis
- genre Talinum

Selon ITIS (4 mai 2010) :
- genre Calandrinia  Kunth
- genre Calyptridium
- genre Cistanthe  Spach
- genre Claytonia  L.
- genre Lewisia  Pursh
- genre Montia  L.
- genre Portulaca  L.
- genre Portulacaria  Jacq.
- genre Spraguea
- genre Talinopsis  Gray
- genre Talinum  Adans.